# Person-zentrierte Pflege
Die Person-zentrierte Pflege geht auf Tom Kitwood zurück und gehört inzwischen zum Mainstream in der Pflege von dementen Menschen. Dieser Ansatz bezieht sich auf den Person-zentrierten Ansatz bzw. die Klientenzentrierte Psychotherapie von Carl Rogers.
Die Person-zentrierte Pflege ist gleichzeitig Haltung (der Pflegenden und Betreuenden) wie auch Methode zur Evaluation. Hierfür entwickelte Kitwood das Dementia Care Mapping.
Der Fokus auf den dementen Menschen soll sich weg von den Einschränkungen/Defiziten hinzu den (noch) vorhandenen Ressourcen verschieben. Damit rückt das Personsein, welches durch die (wiederbelebten) Beziehungen geschaffen wird, in den Mittelpunkt. Zur Veranschaulichung kann das Bild der Blume verwendet werden, welches im Zentrum die Liebe und als Blütenblätter Bindung, Einbeziehung, Identität, Bestätigung und Beschäftigung hat.
Grundsätzlich geht es also nicht um Änderung des dementen Menschen, sondern um Änderung seiner Umwelt, um möglichst gute Bedingungen für das Personsein, die Beziehungen zu schaffen.